# Criogenia

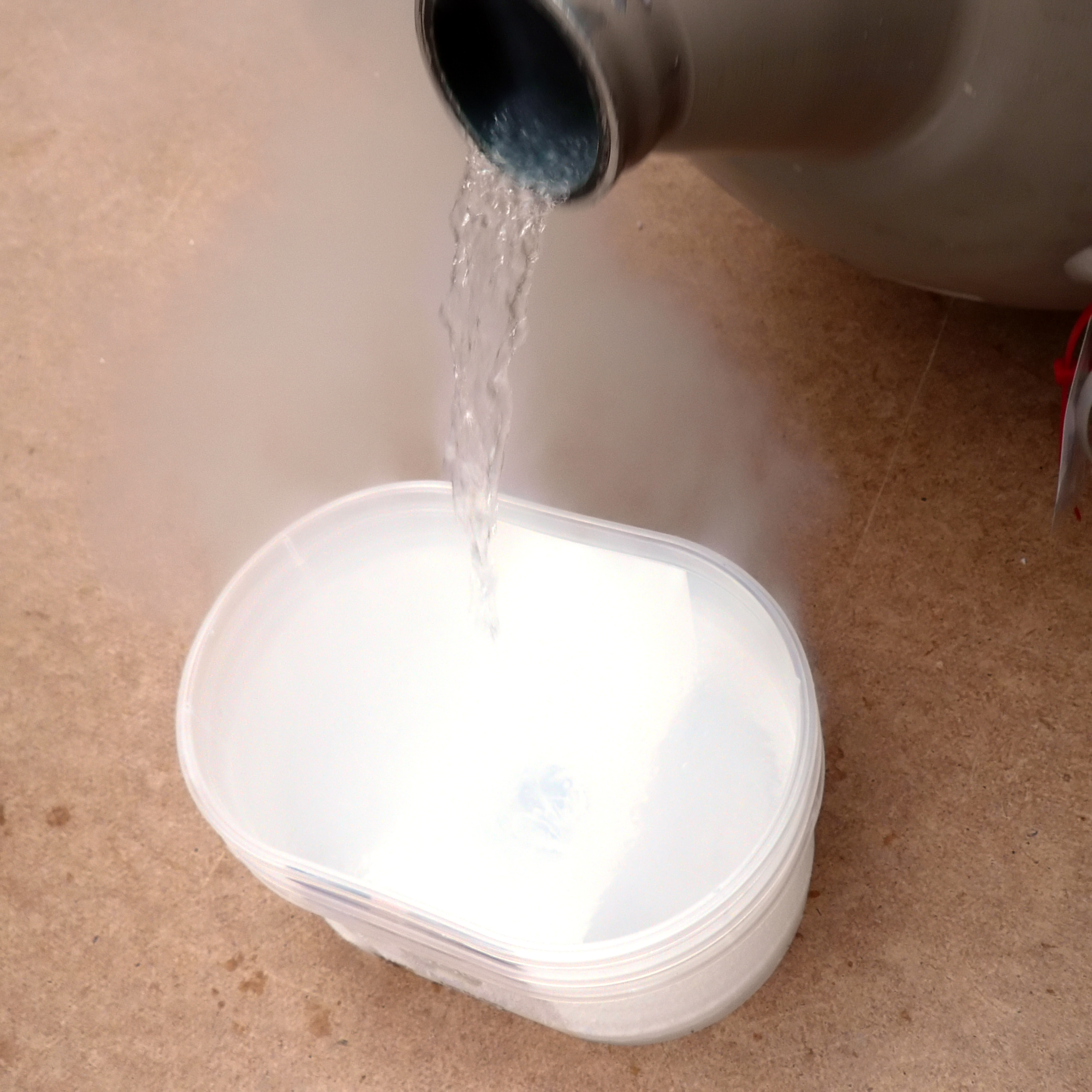
Nitrógeno líquido

La criogenia (del griego κρύος [kryos], ‘frío’, y γενεια [geneia], ‘generación’) es la producción y el comportamiento de materiales a bajas temperaturas. El Instituto Internacional de Refrigeración (IIR) estableció como estándar para la criogenia un umbral de 120 K (-153 °C) para diferenciarla de la refrigeración común. 
Este umbral se escogió en base a que debajo de esta temperatura encontramos el punto de ebullición de los gases permanentes (i.e. que no se pueden licuar a temperatura ambiente) como el nitrógeno (77.36 K) y el helio (4.2 K); mientras que refrigerantes comunes como el Freón y otros hidrocarburos ebullen arriba de 120 K. 
Toda esta historia se depara durante el siglo XIX, mediante el proceso de conversión de oxígeno y nitrógeno gaseoso a líquido, reduciéndolos a temperaturas muy bajas. A principios del siglo XX, tras licuar con éxito, Lamerlingh Onnes comenzaría con las investigaciones para descubrir las propiedades de los materiales a bajas temperaturas. Esto empezó con el estudio de los metales a extremas temperaturas. Gracias a esto, Onnes descubrió que su resistencia bajaba inmediatamente a temperaturas superiores a cero. Esta investigación dio un desarrollo notable en la criogenia, subiendo la demanda de investigaciones científicas y los gases industriales. Estas investigaciones a día de hoy están en temas como la superconductividad, la criopreservación humana y la computación cuántica.
Mediante el uso de técnicas como refrigeradores de dilución y desimanación adiabática es posible alcanzar temperaturas aún más cercanas al cero absoluto (del orden de la milésima de kelvin). A temperaturas suficientemente bajas los efectos de la mecánica cuántica se hacen notar en cuerpos macroscópicos.

## Aplicaciones

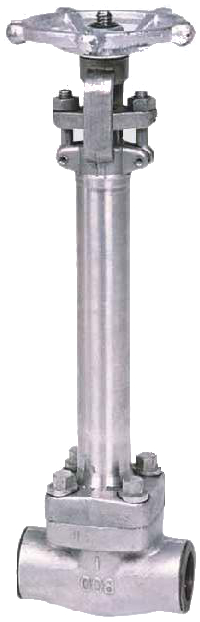
Válvula criogénica.

La criogenia es ampliamente utilizada en tecnologías que dependen de la superconductividad, pues todos los superconductores conocidos, lo son solo a bajas temperaturas (la temperatura crítica superconductora más alta registrada hasta la fecha, a presión ambiente, está en torno a los 135 K (−138,15 °C), pero generalmente son mucho más bajas). Por ejemplo, los aparatos de resonancia magnética nuclear utilizados en medicina dependen de técnicas criogénicas para mantener la temperatura de los imanes superconductores que albergan.
Los refrigerantes criogénicos son utilizados en biotecnología para congelar "instantáneamente" productos como vacunas y tejidos, ya que a mayor velocidad de enfriamiento se reduce el tamaño de los cristales de hielo, reduciendo así el daño a las células . 

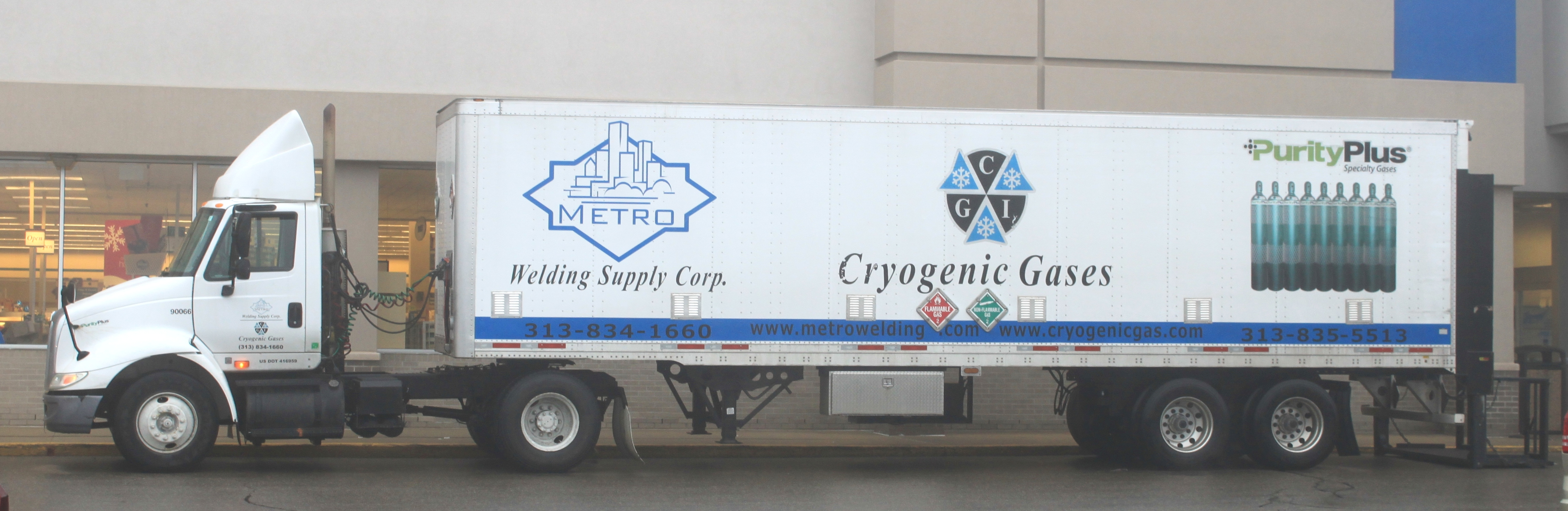
Camión destinado al reparto de gases criogénicos para supermercados en Míchigan.

Los gases criogénicos se utilizan para el transporte y almacenamiento de grandes cantidades de alimentos congelados. Cuando se deben transportar grandes cantidades de alimentos a regiones como zonas de guerra, regiones afectadas por terremotos, etc., se deben almacenar durante tiempos extendidos, por lo que se utiliza la congelación criogénica de alimentos. La congelación criogénica de alimentos también es útil para el procesamiento industrial de alimentos a gran escala. 

## Criónica
Con frecuencia se denomina erróneamente criogenia a la criónica o criopreservación, que es el conjunto de técnicas utilizadas para preservar, utilizando muy bajas temperaturas, personas legalmente muertas, o animales, para una posible reanimación, cuando la ciencia y la tecnología futura puedan remediar toda enfermedad y revertir el daño debido al proceso de criopreservación. 
En los Estados Unidos existen compañías, como la Alcor, que se dedican a la criopreservación de cuerpos o cabezas humanas por las que han pagado sus dueños o familiares, optando por la conservación de la base biológica, para luego, en tiempos donde el conocimiento científico sea el adecuado, los encargados de estas compañías los hagan "volver a funcionar" por métodos mecánicos o cibernéticos. Los encargados de estas compañías dedicadas a la criónica se comprometen ante la ley y los propios consumidores a cumplir los requisitos de los acuerdos iniciales.

## Futuro de la ingeniería criogénica
Con la habilidad para desafiar los límites de la temperatura, se da como una disciplina clave para afrontar los desafíos del siglo XXI. Su continuo desarrollo en áreas como la medicina, la energía, la tecnología y la exploración espacial, abre un futuro prometedor lleno de posibilidades.
Desde la creación de materiales con propiedades extraordinarias hasta la conquista del espacio, la ingeniería criogénica promete revolucionar nuestra forma de vivir, trabajar e interactuar con el mundo que nos rodea.
Se prevee que el mercado  de equipos industriales criogenicos  experimente un enorme crecimiento en el proximo lustro.Una taza de crecimiento anual compuesta (TCAC) de aproximadamente 6,4% entre 2020 y 2025